# Подтяжка груди

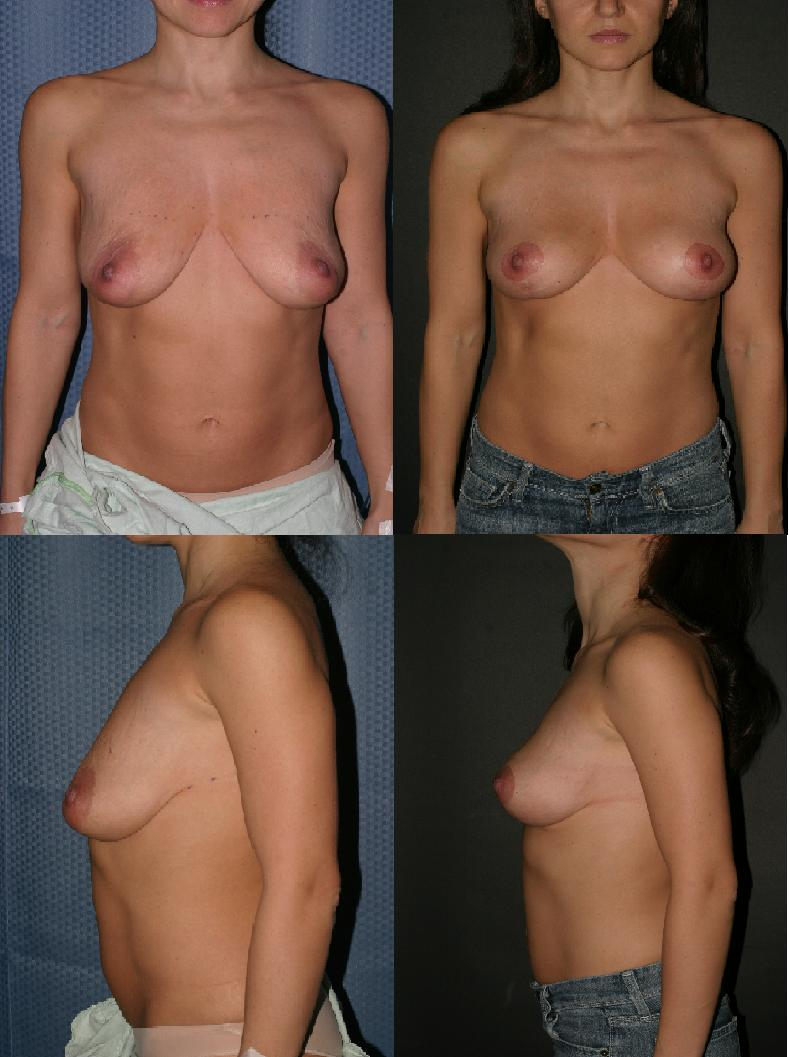
Подтяжка груди до и после

Подтяжка груди — пластическая операция на молочных железах, призванная скорректировать и эстетически подтянуть опущенные ткани.
Эстетическим показанием для коррекции формы груди является наличие мастоптоза — опущения тканей молочной железы различной степени выраженности. Чаще всего птоз характеризуется уплощением и распластанностью верхнего полюса груди, с опущенным сосково-ареолярным комплексом. Железа при этом нависает над субмаммарной складкой. Обычно грудь способна противостоять действию силы тяжести, если её проекция (выступ спереди) не превышает 30 % диаметра основания. Небольшая молочная железа с широким основанием является более стабильной, чем противоположная ей.

## Суть подтяжки груди
Главной задачей подтяжки молочных желез является не только перемещение в более высокое положение сосково-ареолярных комплексов, но и создание той формы, которая наиболее подходит к данному типу телосложения пациентки. Поэтому не во всех случаях можно выполнять периареолярную подтяжку груди, характеризующуюся меньшим количеством послеоперационных рубцов. При такой технике операции грудь может приобрести более плоскую форму.
В некоторых случаях, с целью получения высокой проекции желез, целесообразно выполнять подтяжку вместе с увеличением груди. Это может позволить получить более эффектные контуры груди, особенно в тех случаях, когда железистой ткани практически нет. При стандартном оперативном вмешательстве по увеличению груди опущение никуда не исчезнет, а наоборот усилится из-за увеличения массы самой груди.

## Циркулярная подтяжка груди
При незначительном отвисании молочных желез проводится циркулярная (периареолярная) подтяжка груди с уменьшением размера ареол. При данной технике операции разрез делается только вокруг ареолы соска, после операции шрам практически незаметен, поэтому такая техника считается[кем?] наиболее эстетичной. Однако данный метод подходит не всем женщинам, поэтому он может применяться только исходя из анатомических особенностей пациентки. Для женщин со значительной степенью опущения груди лучше всего подойдет подтяжка груди с Т-образным разрезом. Здесь кроме разрезов вокруг ареолы делаются ещё и вертикальные и горизонтальные швы (буквой Т). Этот вид операции по подтяжке груди делается под общим наркозом. Наиболее щадящим и популярным методом подтяжки является вертикальная техника подтяжки груди, при которой разрез делается вокруг соска и дальше идёт вертикально вниз от середины соска до нижней складки груди, при этом иссекается лишний кожный лоскут, а затем края кожи стягиваются, и тем самым формируется новый естественный контур.